# Фолктон
„Фолктон“ е бивша българска музикална компания, която продуцира попфолк и фолклорни изпълнители. Компанията е създадена през 1993 година от Жоро Сръбския.

## Изпълнители

### Солови изпълнители
- Ани Емилова
- Антония Рангелова
- Балина
- Бинка Добрева
- Боби Бакалов
- Бойко Иванов
- Валери Цветков
- Васко Лазаров
- Весела Минчева
- Владислав Вълчев
- Генка Илиева
- Глория
- Дани
- Димитър Коларов
- Емил Даскалов
- Златка Иванова
- Иван Данов
- Иван Николов
- Иво Барбутски
- Йорданка Варджийска
- Катя Близнакова
- Крум Димитров
- Лили
- Мариана Георгиева
- Нешко Нешев
- Орхан Мурад
- Пламен Димитров
- Радо Шоу
- Райко Кирилов
- Росен Цветков
- Стоян Джельов
- Съни

### Оркестри, дуети и групи
- формация Балкан
- Илона & Ив
- Казанлъшки рози и бодли
- орк. Север
- Севдалина и Валентин Спасови
- Узо
- Цеца и Велчо Велеви
- Оркестър Кристали